# Великий Чердак
Великий Черда́к (рос. Большой Чердак) — село складі Наровчатського району Пензенської області, Росія.
Населення — 102 особи (2010; 127 у 2002).
Національний склад станом на 2002 рік:
- росіяни — 95 %